# Старая Выжевка
Ста́рая Вы́жевка (укр. Стара́ Вижі́вка) — посёлок в Ковельском районе Волынской области Украины. Административный центр Старовыжевской поселковой общины.
Находится на юго-западе Полесья на реке Выжевка, притоке Припяти.

## История
Основан населённый пункт был в XVI веке на реке Выжбе (по Брокгаузу и Эфрону в 1548 году, хотя есть и более ранние упоминания города — 1508 год).
В конце XIX века местечко Выжба Ковельского уезда Волынской губернии, принадлежало потомкам польской королевы Боны. По преданию, тут жил князь Курбский. Жителей было около 1500; имелись православная церковь, еврейский молитвенный дом и школа.
Имеется братская могила участников ВОВ.
До 1946 года город назывался Старая Выжва (укр. Стара Вижва). Статус посёлка городского типа получен в 1957 году.
В ходе административно-территориальной реформы в Украине, в 2020 году Старовыжевский район был упразднён, а посёлок стал административным центром Старовыжевской поселковой общины Ковельского района.

## Население
| 1970 | 1979 | 1989 | 2005 | 2011 | 2012 | 2013 | 2017 |
| ---- | ---- | ---- | ---- | ---- | ---- | ---- | ---- |
| 2434 | 3278 | 4568 | 5151 | 5161 | 5218 | 5231 | 5127 |

### Языковой состав
Родной язык населения по данным переписи 2001 года:
| Язык       | Численность, чел. | Доля     |
| ---------- | ----------------- | -------- |
| Украинский | 5 104             | 99,09 %  |
| Другие     | 47                | 0,91 %   |
| Итого      | 5 151             | 100,00 % |

## Образование
В Старой Выжевке работает Старовыжевский профессиональный лицей и УПК «Общеобразовательная школа — гимназия».